# Озерки (городской округ Серебряные Пруды)
Озерки — деревня в городском округе Серебряные Пруды Московской области.

## География
Находится в южной части Московской области на расстоянии приблизительно 19 км на юг по прямой от окружного центра поселка Серебряные Пруды.

## История
Известна с 1763 года как деревня помещика Я. М. Маслова, в 1816 году здесь было 26 дворов, деревня принадлежала внучке Маслова полковнице Е. А. Волковой. В 1916 году отмечено 57 дворов, в 1974 — 45. В советское время работали колхозы «Красный партизан» и им. Куйбышева. В период 2006—2015 годов входила в состав сельского поселения Мочильское Серебряно-Прудского района.

## Население
Постоянное население составляло 68 человек (1763 год), 258 (1816), 272 (1858), 489 (1916), 144 (1974), 42 в 2002 году (русские 98 %), 59 в 2010.